# Banco Dominicano del Progreso
El Banco Dominicano del Progreso fue un Banco de República Dominicana que operó desde el 1974 hasta el 2020 cuando la filial local de Scotiabank completó la adquisición del 97.44% de las acciones. Era reconocido por poseer la exclusividad de la marca de tarjetas de crédito American Express en el país.

## Historia
Fue fundado bajo el nombre de Banco de Boston Dominicano, S.A. en el año 1974, por un grupo de empresarios encabezados por Tomás Pastoriza, como filial del First National Bank of Boston. En el 1981 los inversionistas dominicanos obtuvieron la participación total en las acciones de The First National Bank of Boston. Así surgió el Banco Dominicano del Progreso en el 1984, nombre que fue adoptado para representar el logro obtenido en esta negociación.
Para el 1999 la institución logró una exitosa alianza con American Express que marcaría la diferencia en su oferta en el sector financiero local. Al siguiente año, el Banco del Progreso adquirió mediante fusión por absorción el 96 por ciento de las acciones del Banco Metropolitano, una pequeña institución financiera local.
A partir del año 2005 la poderosa familia Vicini adquirió la mayoría de las acciones de la entidad financiera a raíz de un multimillonario desfalco realizado por su antiguo Presidente Ejecutivo Pedro Castillo Lefeld. Desde entonces y hasta el final de su existencia el control de la entidad financiera estuvo a cargo de Juan Bautista Vicini Lluberes.
En el 2011 el Progreso renueva por 10 años más su alianza estratégica con American Express, a través de la adquisición y emisión de la línea Centurion. Ese mismo año anunció la adquisición de activos y pasivos del Banco Capital, la cual permitió aumentar la cartera de créditos y de clientes, fortaleciendo su rentabilidad y contribuyendo a la consolidación de liderazgo en el mercado financiero local.
El banco inicia este mismo año, un nuevo modelo de sucursales colocando la optimización de la experiencia de sus clientes como centro de sus objetivos. Además de la transformación física con nuevos colores, área de autoservicio y horarios extendidos. Este nuevo modelo incluye la implementación de gestores de negocios enfocados en la atención especializada de sus clientes.

### Asalto
El lunes 1 de marzo de 1993 un médico cirujano llamado Cristóbal Eliseo Payano Rodríguez tomó secuestrada una sucursal del banco del Progreso en la avenida Independencia de la capital, mantuvo a 8 rehenes desde las 1:00 p. m. hasta pasadas las 2 a. m. cuando fue ultimado por la policía en última instancia, luego de que personalidades como Freddy Beras Goico, Rafael Corporán, Huchi Lora, ejecutivos del Banco del Progreso, Monseñor Francisco José Arnáiz, de la política y de la prensa como Radhames Gómez Pepín intentaran negociar con el mismo, resultando esto en vano.
En un principio el plan del cirujano Cristóbal Payano no era secuestrar el banco sino, asaltar al mismo y llevarse casi un millón de pesos de la época, sin embargo la rápida acción de la policía frustró el asalto. Desesperado Cristobal Payano tomó la decisión de tomar como rehenes a los empleados y clientes del banco, manteniento una actitud inflexible todo el tiempo. En varias ocasiones el secuestrador amenazó a la policía con quemar el establecimiento con gasolina y matar a los rehenes.
Luego de que el destacado periodista y humorista Freddy Beras Goico en su programa Punto Final llamara a la sucursal del banco, lográndose comunicar con una de las rehenes que fungía como la persona encargada de establecer comunicaciones, el secuestrador entró en pánico y comenzó a realizarle cortes en la espalda a la rehén y amenazaba con cortarle el cuello si no accedían a sus peticiones. A medida de que pasaban las horas el secuestrador se ponía más agresivo y exigía una serie de elementos para escapar o de lo contrario amenazaba con cometer una masacre.
Cerca de las 2 a. m. los miembros de la Policía Nacional de la República Dominicana encargados de las negociaciones accedieron a todas las peticiones del secuestrador por temor a que comenzara a dispararle a los rehenes. Finalmente Cristóbal Payano sale de la sucursal tomando a los rehenes como un escudo humano entre quienes se encontraban varias empleadas y Huchi Lora, inmediatamente salió se originó una fuerte discusión con las autoridades quienes no querían que se llevara al comunicador como parte de los rehenes, es durante esta discusión que el secuestrador le dispara a Alejandrina Figueredo (asistente de la Gerente del Banco) en un hombro lo que le permite a ella y a Huchi Lora escapar.
En ese momento que un miembro de la Policía Nacional hace un disparó con un rifle y falla, lo que provoca que otros miembros de la institución abrieran fuego sobre el secuestrador con fusiles automáticos originandose una intensa balacera donde terminó muerta Celeste Paulino (empleada del Banco) con un disparo en la cabeza y finalmente el secuestrador Cristóbal Eliseo Payano Rodríguez a quién hubo que someter con un disparo de una escopeta directamente en los ojos. En los videos del hecho pareciera que el disparo que le cegó la vida a Celeste Paulino provenía desde el suelo donde el secuestrador se encontraba herido, aunque se rumora también que el disparo fue realizado por uno de los fusiles de los miembros de la Policía Nacional, sin embargo la familia de la víctima no permitió que se le realizara una autopsia por lo que nunca se esclareció el responsable.
Hasta la fecha es el asalto y secuestro con rehenes más atroz en la historia de la República Dominicana.

## Adquisición por parte de Scotiabank
El 14 de agosto de 2018 Scotiabank anunció la adquisición del Banco Dominicano del Progreso por un monto de US$330 millones, el proceso se finalizó el 2 de junio de 2020. Al momento de finalizar el proceso de fusión el Progreso contaba con más de 1,430 empleados, 57 sucursales a nivel nacional, 169 cajeros automáticos en todo el territorio, la representación marca American Express pasó a formar parte de Scotiabank de manera exclusiva en la República Dominicana.